# 南大街 (平遥)
南大街是平遥古城对称式布局的中轴线，北起东大街、西大街的交汇处，南到迎熏门（南门）。南大街两侧对称布局，东有城隍庙，西有平遥县署，东南立文庙、城西立武庙，东设道观（清虚观）、西设佛寺。
明清时期，南大街是平遥古城最繁华的商业中心。店铺林立，商贾云集。现为省级步行示范街，整条街道保留完整的传统格局和独特的历史风貌，街道两侧保存大量明清风格的“前店后寝”式传统老字号和古民居建筑。2009年6月入选首批“中国历史文化名街”。南大街上的平遥市楼是平遥古城的标志性建筑。

## 著名地点

### 古迹
- 平遥市楼
- 百川通票号旧址，南大街109号
- 协同庆票号旧址，南大街45号
- 长泰永绸缎庄，南大街68、70号
- 长升源黄酒庄，南大街41号